# Willisville (Arkansas)
Willisville város az Amerikai Egyesült Államok Arkansas államában, Nevada megyében. Lakosainak száma 148 fő (2020. április 1.).

## Népesség
A település népességének változása:
| Lakosok száma | 188  | 152  | 148  |
|               | 2000 | 2010 | 2020 |